# Cervatto
Cervatto är en ort och kommun i provinsen Vercelli i regionen Piemonte, Italien. Kommunen hade 58 invånare (2018).